# William D. Byron
William Devereux Byron II (Danville, 15 de mayo de 1895 - Jonesboro, 27 de febrero de 1941) fue un político demócrata estadounidense que se desempeñó como miembro de la Cámara de Representantes de los Estados Unidos por el 6.º distrito congresional de Maryland desde el 3 de enero de 1939 hasta el 27 de febrero de 1941, cuando falleció en un accidente aéreo.

## Biografía
Nacido en Danville, Virginia, se mudó con sus padres a Williamsport, Maryland en 1900; posteriormente asistió a las escuelas públicas de Phillips Exeter Academy en Exeter, Nuevo Hampshire y el Instituto Pratt en Nueva York. La familia Byron era episcopal y comulgaban en la Iglesia de San Juan en Hagerstown, Maryland. Después de su servicio en el cuerpo de aviación durante la Primera Guerra Mundial, donde fue comisionado como primer teniente, ingresó al negocio familiar de fabricación de cuero en 1919. Sirvió en el Senado de Maryland de 1930 a 1934 y como alcalde de Williamsport de 1926 a 1930 al igual que su abuelo, por quien recibió su nombre.
En las elecciones para el congreso de 1940, Byron fue desafiado por la leyenda del béisbol, miembro del Salón de la Fama y comisionado del condado de Montgomery, Walter Johnson. Byron ganaría las elecciones por un estrecho margen, por un total de 60.037 (53%) a 52.258 (47%), gracias en gran parte al poder de la incumbencia y los faldones de Franklin D. Roosevelt.
El 26 de febrero de 1941, el congresista Byron abordó el vuelo 21 de Eastern Air Lines en Washington. El avión estaba en ruta desde la ciudad de Nueva York a Brownsville, Texas con paradas en Washington D. C. y Atlanta, Georgia. En su aproximación al Chandler Field de Atlanta, el Douglas DC-3 se estrelló, matando a 9 de las 16 personas a bordo, incluido Byron. Eddie Rickenbacker, as de la aviación y presidente de Eastern, sobrevivió con heridas graves. Byron fue enterrado en el cementerio de Riverview en Williamsport, Maryland.
Después de su muerte en un accidente aéreo en Georgia el 27 de febrero de 1941, su viuda, Katharine Byron, nieta del senador estadounidense Louis E. McComas, fue elegida en una elección especial para completar su mandato. Su hijo Goodloe Byron también fue representante del 6.º distrito congresional de Maryland.